# Tapeinosperma cuspidatum
Tapeinosperma cuspidatum är en viveväxtart som beskrevs av Herman Otto Sleumer. Tapeinosperma cuspidatum ingår i släktet Tapeinosperma och familjen viveväxter. Inga underarter finns listade i Catalogue of Life.